# Payador

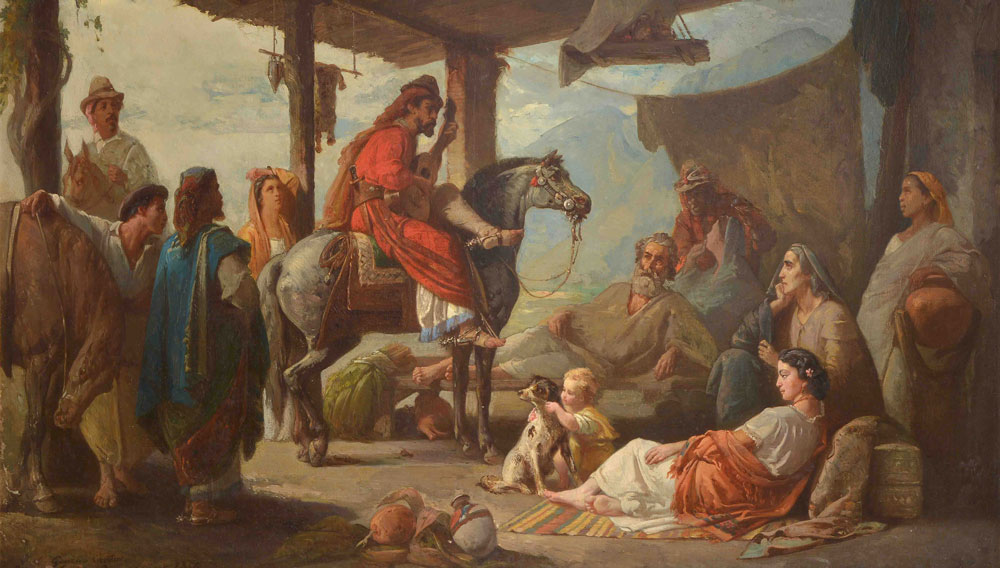
Le gaucho cantor, 1856; León Ambroise Gauthier, óleo sobre tela.

Un payador o payadora es un artista que se dedica al canto o composición de la forma folclórica musical conocida como payada. Es una profesión y figura popular muy asociada a la cultura del Gaucho, principalmente en Argentina y Uruguay, así como a la cultura campesina de Chile.

## Reseña
Conocidos en el cono sur de América, los payadores son músicos que improvisan un recitado en rima acompañado de una guitarra. Surgen en el primer tercio del siglo XIX junto a los poetas anónimos. Nace no tanto de solaz, como noticiosa, profética, moralizadora, idealizadora y didáctica. En un medio social sin escritura, sin iglesia, sin escuela, sin presión social, el payador era el letrado, el maestro, el periodista, el consejero y el predicador. En algunos casos particularmente entre los siglos XIX y XX, los payadores recorrían en forma itinerante distintos poblados del interior de Argentina y Uruguay, cantando coplas o versos sobre distintos temas (actuales, filosóficos, políticos, e incluso parodias o críticas a personas famosas), constituyendo esta su única forma de vida.
Actualmente la profesión de payador continúa activa en Argentina pero en forma disminuida, principalmente a través de cantores-payadores que participan en festivales importantes, como el Festival de Jesús María o el Festival de Cosquín.